# ۸۰۸ (قمری)
۸۰۸ (قمری)، هشتصد و هشتمین سال در گاهشماری هجری قمری است. اول محرم این سال برابر با هشتم ژوئیه سال ۱۴۰۵ میلادی است.

## وابسته
- غیاث‌الدین جمشید کاشانی